# Сіваль
Сіваль (ісп. Cival) — руїни міста цивілізації мая на території сучасного департаменту Петен (Гватемала). Перекладається з місцевого діалекту мови мая як «Лагуна».

## Історія
Стародавня назва цього міста невідома. Поселення існувало в середині та наприкінці докласичного періоду, близько з 800 до н. е. до 100 року н. е. Стосовно початку існування міста замало відомостей. Достеменно поки невідомо про представників династій вождів у Сівалі. Водночас виявлено традиція зводити свій рід до міфічного предка, присутність династичної традиції як такої. Період розквіту припадає на 200—150 роки до н. е., коли його населення сягало 10 тис. осіб.
Місто було залишено близько 100 року. Причини цього поки що не відомі. При цьому вчені впевнені, що залишення Сіваля спричинила не зовнішня загроза (напад ворогів), оскільки немає ознак атак й відповідних руйнувань.

## Опис
Розташовано на відстані 6,5 км на північ від руїн іншого маянського міста Хольмуль та 40 км від руїн Тікаля. Загальна площа становить 10,32 км2. Свого часу місто зводилося на природному узвишші. Його тоді оточували численні тераси, які в класичний період отримали поширення серед більшості держав мая. Складається з груп А, В, С, D, E.

### Архітектура
Дослідження центральних районів Сіваля довели, що його монументальний центр зведено на штучній платформі завширшки до 500 м, що досягає 7 м заввишки. Платформа була побудована за короткий період (не більше 50 років) між 900 і 800 роками до н. е. Загальний обсяг будівельних матеріалів, витрачених на спорудження самої платформи з першою версією комплексу Е-групи — 1,3 млн м3.
Тоді центр (ритуально-адміністратична частина) була оточена захисною стіною 1,8 м заввишки. Це є прикладом початку зведення укріплень у містах-державах мая, які були відсутній у ранній і середній докласичний час. Потужні укріплення зведені близько 100 року.
Під час розквіту на території Сіваля існувало 3 великі площі та 5 пірамід із храмами. Біля центральної площі розташовувався церемоніальний центр, піраміда якого також виконувала функцію астрономічної обсерваторії. Вона спрямована на схід, де сходить сонце в рівнодення. При цьому знаходиться на одній лінії з пірамідою, що розташована у західній частині центральної площі. Тому вважається дослідникам, що стародавні мая тут вираховували дні літнього і зимового сонцестояння.
Група «Е» має площу і 2 східчасті піраміди (Будівлі 7 і 12), які розташовані на платформах 17 м заввишки (Будівля 7) і 129 м завдовжки (Будівля 12). Остання має заввишки 27 м. Зведені близько середини V століття до н. е. Протягом 450—150 років до н. е. декілька разів перебудовувалися й доповнювалися. Її східна платформа (Будівля 7), споруджена близько 500 році до н. е., мала 5 будівельних горизонтів, кожен з яких марковано каменем правильної форми без різьблення. Найбільш ранній з цих монументів, синхронний з першою версією Будівлі 7 є найдавнішим у низинах мая. Неподалік були знайдені сліди нетипової для мая конструкції, своєрідної «тріадної» композиції — 3 дерев'яні балки заввишки 5 м, пов'язані з якимись спостереженнями космологічного характеру. Під платформою Будівлі 7 було виявлено хрестоподібний виріз у скелі — багатющий сховок середини класичного періоду (Сховок 4) з посудинами і жадеїтовими сокирами-кельтами, що має чіткі конотації зі сховами з Сейбаля, Ла-Венти, Сан-Ісідро-Чіапаса.
На будовах середнього докласичного періоду присутні значні роботи, виконані зі стукко. У пізній докласичний період їх вкрай мало, а в Будівлі 12 вони зовсім відсутні. Основа піраміди зсередини має хрестоподібну форму з 4 кутами. У центрі, під основою виявлено 5 сокир, з яких 1 зроблена з обсидіану, 2 — синього нефриту, інші — з зеленого нефриту. також тут знайдено 114 частин нефриту. Підлога пірамід зроблена зі стукко.
На схід від групи «Е» розташовано тріадний храмовий комплекс, що датується 100 роком, — Група А (I). Являє собою акрополь 70 м завдовжки, 40 м завширшки і 27 м заввишки, на якому розбитий «тріадний» ансамбль. Складається з піраміди (Будівля 1) з великими ліпними масками (розмір 5х2 м), має схожість з тріадною пірамідою з групи «H» міста Уашактун, частково з архітектурою Ель-Мірадору та Накбе; платформи і храму на самому верху (є лише залишки). На сходах піраміди знайдено зображення бога сонця (К'ініча) і деякі блоки зі знаком Ламат (Венери). Маски Будівлі 1 зроблені зі стукко, з l-подібними очима і квадратним ротом. Обидві маски розташовані з боків піраміди, біля сходів, що ведуть до вівтаря. На думку дослідників вони є зображення бога маїсу.
У середині та наприкінці докласичного періоду виникло безліч інших архітектурних груп. Були збудовані нові комплекси ритуального характеру, такі, як майданчик для гри в м'яч, а також ще 5 (крім центральної) E-груп. Насамперед було проведене нехарактерне для маянської архітектури будівництво західної піраміди і східної платформи на штучному акрополі (Група XV). Активно будувались групи житлового характеру, зокрема тріадний акрополь Групи VIII, що став новою резиденцією ахавів Сіваля. Містобудівна активність наприкінці I тисячоліття до н. е. вилилася в 7 пізньокласичних будівельних горизонтів у Групі VIII і п'ять — у Групі XIII.

### Стели
Неподалік від пірамід групи «Е» знайдено різьблену стелу (Стела 2), яку датують 300 роком до н. е. Вона є однією з найстаріших серед різьблених стел мая. на ній зображено володаря, ім'я якого поки що не дешифровано.

### Живопис
У головній споруді акрополя (Будівля 1) виявлено розпис, який створювався протягом декількох десятиліть, в період між 200 і 160 роками до н. е. і зображає 15 фігур молодого бога маїсу.

## Історія досліджень
Виявлено у 1980 році. У 1984 році перший огляд здійснив дослідник Іан Грехем.
Розкопки міста розпочалися у 2001 році й тривають дотепер. Сьогодні їх очолюють археологи з університету Вандербільта (США) та університету Сан-Карлос (Гватемала) на чолі з Франсіско Естрада-Беллі. Також для виявлення меж поселення застосовано зйомку із супутника. Під час розкопок знайдені ранні написи з календарними датами мая.